# Lätt tungvikt i boxning vid olympiska sommarspelen 1972
Resultat från boxning vid olympiska sommarspelen 1972 och herrarnas lätta tungvikt. Boxarna vägde under 81 kg. Tävlingarna arrangerades i München.

## Medaljörer
| Klass         | Guld                      | Silver                   | Brons                    |
| Lätt tungvikt | Mate Parlov · Jugoslavien | Gilberto Carrillo · Kuba | Janusz Gortat · Polen    |
| Lätt tungvikt | Mate Parlov · Jugoslavien | Gilberto Carrillo · Kuba | Isaac Ikhouria · Nigeria |

## Resultat

### Första rundan
| Vinnare                         | Resultat      | Förlorare                   |
| Första rundan                   | Första rundan | Första rundan               |
| ------------------------------- | ------------- | --------------------------- |
| Isaac Ikhouria (NGR)            | 3-2           | Anton Schaer (SUI)          |
| Valdemar Paulino Oliveira (BRA) | 5-0           | Nghivav Mehtab Singh (IND)  |
| Nikolaj Anfimov (URS)           | 5-0           | Georgi Stankov (BUL)        |
| Mahmoud Ahmed Ali (EGY)         | 5-0           | Gombo Zorig (MGL)           |
| Janusz Gortat (POL)             | 5-0           | Jaroslav Kral (TCH)         |
| Raymond Russell (USA)           | TKO-2         | Stephen Thega (KEN)         |
| Rudi Hornig (FRG)               | 5-0           | Henri Moreau (FRA)          |
| Guglielmo Spinello (ITA)        | KO-2          | Samson Laizer (TAN)         |
| Marin Culineac (ROU)            | 5-0           | Dinsdale Wright (JAM)       |
| Miguel Angel Cuello (ARG)       | 4-1           | Ottomar Sachse (GDR)        |
| Mate Parlov (YUG)               | TKO-2         | Noureddine Aman Hasan (CHA) |
| Imre Tóth (HUN)                 | 3-2           | Matthias Ouma (UGA)         |

### Andra rundan
| Vinnare                   | Resultat     | Förlorare                       |
| Andra rundan              | Andra rundan | Andra rundan                    |
| ------------------------- | ------------ | ------------------------------- |
| Gilberto Carrillo (CUB)   | KO-1         | Ernesto Sanchez (VEN)           |
| Harald Skog (NOR)         | 5-0          | Seifu Mekkonen (ETH)            |
| Isaac Ikhouria (NGR)      | 5-0          | Valdemar Paulino Oliveira (BRA) |
| Nikolaj Anfimov (URS)     | TKO-3        | Mahmoud Ahmed Ali (EGY)         |
| Janusz Gortat (POL)       | 3-2          | Raymond Russell (USA)           |
| Rudi Hornig (FRG)         | 4-1          | Guglielmo Spinello (ITA)        |
| Miguel Angel Cuello (ARG) | TKO-2        | Marin Culineac (ROU)            |
| Mate Parlov (YUG)         | TKO-2        | Imre Tóth (HUN)                 |

### Kvartsfinaler
| Vinnare                 | Resultat      | Förlorare                 |
| Kvartsfinaler           | Kvartsfinaler | Kvartsfinaler             |
| ----------------------- | ------------- | ------------------------- |
| Gilberto Carrillo (CUB) | TKO-1         | Harald Skog (NOR)         |
| Isaac Ikhouria (NGR)    | 3-2           | Nikolaj Anfimov (URS)     |
| Janusz Gortat (POL)     | TKO-1         | Rudi Hornig (FRG)         |
| Mate Parlov (YUG)       | WO            | Miguel Angel Cuello (ARG) |

### Semifinaler
| Vinnare                 | Resultat    | Förlorare            |
| Semifinaler             | Semifinaler | Semifinaler          |
| ----------------------- | ----------- | -------------------- |
| Gilberto Carrillo (CUB) | 5-0         | Isaac Ikhouria (NGR) |
| Mate Parlov (YUG)       | 5-0         | Janusz Gortat (POL)  |

### Final
| Vinnare           | Resultat | Förlorare               |
| Final             | Final    | Final                   |
| ----------------- | -------- | ----------------------- |
| Mate Parlov (YUG) | TKO-2    | Gilberto Carrillo (CUB) |